# Беллинсгаузен (лунный кратер)
Кратер Беллинсгаузен (лат. Bellinsgauzen) — ударный кратер в южной приполярной области на обратной стороне Луны. Название дано в честь российского мореплавателя, первооткрывателя Антарктиды, Фаддея Фаддеевича Беллинсгаузена (1778—1852) и утверждено Международным астрономическим союзом в 1970 г.

## Описание кратера

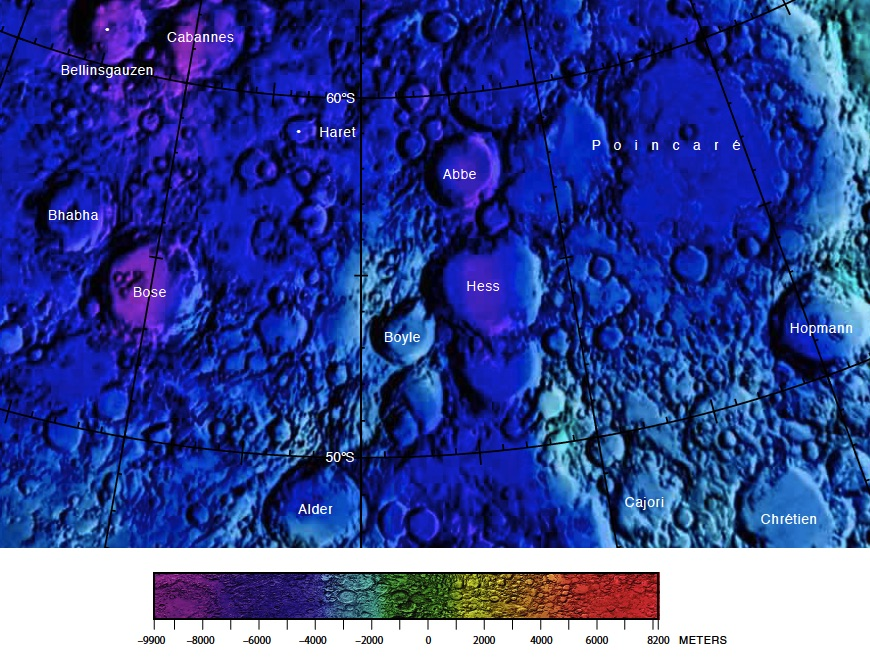
Окрестности кратера Беллинсгаузен. Фрагмент карты области южного полюса Луны (север внизу).

Ближайшими соседями кратера являются кратер Кабанн на западе; кратеры Баба и Бозе на севере; кратер Стоней на северо-востоке; кратер Леметр на востоке и кратер Берлаге, примыкающий к южной части вала кратера. Селенографические координаты центра кратера — 60°43′ ю. ш. 164°51′ з. д. / 60,72° ю. ш. 164,85° з. д., диаметр — 63 км, глубина — 2,7 км.
Вал кратера разрушен, но сохранил свои очертания. Высота вала над окружающей местностью составляет 1230 м, объем кратера приблизительно 3400 км³. Юго-восточная и северо-западная части вала перекрыты несколькими небольшими кратерами. Дно чаши кратера сравнительно ровное, отмеченное множеством мелких кратеров, особенно в северной части.

## Сателлитные кратеры
Отсутствуют.